# Ytu
Ytu es un género con 19 especies de coleópteros mixófagos. 

## Especies
| - Ytu angra - Ytu artemis - Ytu athena - Ytu brutus - Ytu cleideae - Ytu cupidus | - Ytu cuyaba - Ytu demeter - Ytu godoyi - Ytu hephaestus - Ytu itati - Ytu mirandus - Ytu mirim | - Ytu morpheus - Ytu phebo - Ytu reichardti - Ytu yaguar - Ytu ysypo - Ytu zeus |